# Душан Шестић
Душан Шестић (Бања Лука, 1946) аутор је химне Босне и Херцеговине под називом „Интермецо“. Предаје виолину на гудачком одсјеку Музичке школе „Владо Милошевић“ у Бањој Луци.
Студирао је тај инструмент на Музичкој академији у Београду. Професионалну каријеру је почео у Симфонијском оркестру ЈНА у Београду. Био је музичар у Војном оркестру у Сплиту, где је живео од 1984. до 1991. године. Истовремено је свирао и у Сплитској опери. Као композитор, аутор је дечје, забавне музике, музике за радио и ТВ, а радио је и за позориште.
Шестићев предлог композиције под називом „Интермецо“, након проведеног јавног конкурса и спорења у Парламентарној скупштини Босне и Херцеговине наметнуо је тадашњи високи представник у БиХ Карлос Вестендорп 1999. године за државну химну Босне и Херцеговине.
Песма овог композитора „Мајко земљо“ била је 2008. године у ужем избору за нову химну Републике Српске.
Његова ћерка, певачица Марија Шестић са песмом „Ријека без имена“ представљала је 2007. Босну и Херцеговину на Песми Евровизије у Хелсинкију.